# إدكو (مركز)
مركز إدكو، مركز إداري مصري. يقع في شمال محافظة البحيرة الواقعة أقصى شمال جمهورية مصر العربية. مدينة إدكو عاصمة المركز.